# Gabriel Gyllenståhl
Gabriel Gyllenståhl, tidigare Piädeståhl, född cirka 1640, död 1705, var en svensk militär och godsägare.

## Biografi
Gabriel Gyllenståhl föddes omkring 1640. Han var son till kaptenen Peder Ståhl vid Kronobergs regemente och Sofia Anrep. Gyllenståhl blev 18 november 1670 fänrik vid Kronobergs regemente. Han fick adliga privilegier 1671. Gyllenståhl blev 28 augusti 1674 löjtnant vid Smålands kavalleriregemente och under det Skånska kriget (1675–1678) värvade han tre kompanier ryttare. Gabriel förvärvade stora rikedomar och grundplåten skall ha varit en under skånska kriget tagen krigskassa, som han fick behålla. Han blev 1676 regementskvartermästare vid regementet och 1 april 1677 ryttmästare vid Södra skånska kavalleriregementet. Den 2 september 1677 adlades han till Gyllenståhl och introducerades 1680 som nummer 919. Gyllenståhl blev 1678 major och konfirmerad fullmakt 9 november 1695. Han tog sedan avsked och avled 1705. Gyllenståhl begravdes bredvid sin första hustru Maria Margareta Fahnehielm på Torpa kyrkogård.

### Egendom
Gyllenståhl ägde gårdarna Sommenäs i Tidersrums socken, Liljeholmen och Linnekulla i Torpa socken , Aspnäs, Sommevik och Stjärnsand i Malexanders socken, Stjärnvik i Risinge socken och Kuseboholm i Vårdnäs socken.
Han blev med tiden en mäktig jorddrott och ägde 60 gårdar i Östergötland och Södermanland. Han slöt sin egen ätt eftersom han bara hade döttrar i livet. En av hans många ättlingar var Greta Garbo.[källa behövs]

### Familj
Gyllenståhl gifte sig första gången 16 juli 1672 i Torpa församling med Maria Margareta Fahnhielm (1651–1691). Hon var dotter till kaptenen Peder Fahnehielm och Brita Armsköld. De fick tillsammans barnen Per Gabriel Gyllenståhl (1673–1674), Per Gabriel Gyllenståhl (1674–1679), Brita Maria Gyllenståhl (1676–1690), Hedvig Margareta Gyllenståhl (1681–1737) som var gift med kaptenen Gustaf Adolf Makeléer och kommissarien Anders Wetterström, Maria Sofia Gyllenståhl (1683–1753) som var gift med amiralitetskaptenen Erik Ahlfort och Märta Christina Gyllenståhl (1688–1741) som var gift med vice häradshövdingen Johan Svanhals.
Gyllenståhl gifte sig andra gången 1 september 1692 med Catharina Cronhielm (1674–1731). Hon var dotter till landshövdingen Polykarpus Cronhielm och Hebbla Standorph. De fick tillsammans barnen Ulrika Christina Gyllenståhl (1694–1742) som var gift med kaptenen Carl Du Rietz, Hebbla Catharina Gyllenståhl (1696–1700) och Carl Magnus Gyllenståhl (1698–1700).